# Messapus secundus
Messapus secundus là một loài nhện trong họ Corinnidae.
Loài này thuộc chi Messapus. Messapus secundus được Embrik Strand miêu tả năm 1907.